# جنایت بی‌نقص (فیلم ۲۰۰۴)
جنایت بی‌نقص (انگلیسی: The Perfect Crime) یک فیلم کمدی سیاه اسپانیایی-ایتالیایی است که در سال ۲۰۰۴ منتشر شد.

## گزیدهٔ بازیگران
- گیرمو تولدو[۲]
- فرناندو تخه‌رو[۲]
- خاویر گوتیه‌رس آلبارس[۲]